# Чесапікський кратер
Чесапікський кратер (англ. The Chesapeake Bay impact crater) — 90-кілометровий метеоритний кратер, розташований на східному узбережжі США, штат Вірджинія (Чесапікська затока та мис Кейп-Чарльз). Утворився в результаті падіння астероїда 35,5±0,3 млн років тому, наприкінці еоценової епохи палеогенового періоду. Це найбільший відомий метеоритний кратер США. Його поява вплинула на формування обрисів Чесапікської затоки.
У рельєфі сучасної поверхні кратер не видно, бо він заповнений товстим шаром брекчії та вкритий шарами осадів. Однак він добре зберігся — це показують дослідження відбиття сейсмічних хвиль. Окрім того, кратер виявляє себе негативною гравітаційною аномалією. Він був відкритий у 1990-х роках за результатами буріння. Викиди з цього кратера (тектити, шоковий кварц та ін.), розсіяні в породах Атлантичного узбережжя США, були відкриті ще 1983 року.
Формою кратер нагадує перевернуте сомбреро: у центрі западини діаметром біля 90 км лежить 40-кілометрова западина більшої глибини, що має центральну гірку.
У час появи кратера рівень моря був вищим, ніж зараз, і воно вкривало місце удару та його околиці. Гранітний фундамент був перекритий шаром осадів товщиною 600–1000 м і шаром води товщиною 200–600 м. Розмір астероїда, що створив кратер, оцінюють у 2–3 км, а його швидкість — у 20 км/с. Удар, ймовірно, випарував воду, осади та верхній шар граніту й створив потужну ударну хвилю, цунамі та величезну хмару пари. Утворився кратер 2-кілометрової глибини, який швидко заповнився брекчією і породами, що зсунулися з його країв. Згодом він, як і навколишня поверхня, поступово вкривався шарами осадів. Буріння в межах внутрішньої западини кратера виявило брекчії та інші породи зі слідами впливу астероїдного удару на глибинах більше 1500 м (найглибших шарів таких порід так і не було досягнуто).
Кратер впливає на розподіл солоності підземних вод: у його околицях зона поширення солоних вод заходить «клином» углиб континенту. Механізм утворення цього «клину» не до кінця зрозумілий, але, ймовірно, пов'язаний з тим, що брекчія в кратері має відносно низьку водопроникність.

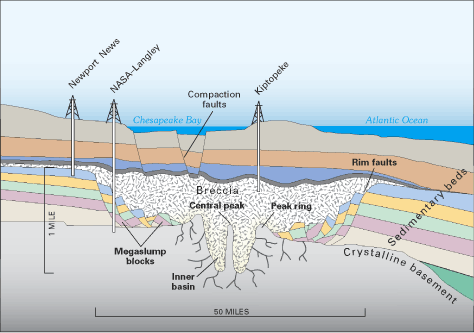
Будова Чесапікського кратера